# Salia augiasalis
Salia augiasalis är en fjärilsart som beskrevs av Walker 1858. Salia augiasalis ingår i släktet Salia och familjen nattflyn. Inga underarter finns listade.